# Stazione di Gagliole
La stazione di Gagliole è una fermata ferroviaria posta sulla linea Civitanova Marche-Fabriano. Serve il centro abitato di Gagliole.